# Jolly Rover
Jolly Rover est un jeu vidéo d'aventure en pointer-et-cliquer développé et édité par Brawsome, sorti en 2010 sur Windows et Mac.
Il met en scène des animaux pirates anthropomorphiques.

## Accueil
- Adventure Gamers : 3,5/5[1]
- GameSpot : 7,5/10[2]